# ウェブアプリケーションテスト
ウェブアプリケーションテスト (英: web testing, web application testing) は、ウェブアプリケーションに焦点を当てたソフトウェアテストのこと。ウェブテスティングとも呼ぶ。ライブ前にウェブベースのシステムを完全にテストしておくことで、一般ユーザーの目に触れる前に問題を解決しておくことができる。あらかじめ解決しておくべき問題には、ウェブアプリケーションのセキュリティ問題、サイトの基本機能の問題、障碍者ユーザーへのアクセシビリティの問題、多数・多種類のデスクトップ、デバイス、オペレーティングシステムから使ったときに起こる問題、ユーザー数とユーザートラフィックの大幅な急増に耐えるための予想されるトラフィック量への準備などがある。どれも負荷テストに関連している。

## パフォーマンスツール
ウェブアプリケーションパフォーマンスツール（Web Application Performance Tool, WAPT）は、ウェブアプリケーションとウェブ関連のインターフェイスをテストするために使う。これらのツールは、ウェブアプリケーション、ウェブサイト、 ウェブAPI 、 ウェブサーバー、ウェブインターフェイスなどのパフォーマンス、負荷、ストレステストに使用される。 WAPTは、指定されたURLの読み込みを繰り返す仮想ユーザーを模倣する。WAPTユーザーは、URLの読み込みを繰り返す回数を指定できる。WAPTはテスト対象のウェブサイトやウェブアプリケーションのボトルネックとパフォーマンス低下の原因を調べるのに役立つ。
WAPTは、次のテストを実行できる。
- ブラウザの互換性
- オペレーティングシステムの互換性
- 必要に応じてWindowsアプリケーションの互換性

WAPTを使用すると、ユーザーは、仮想ユーザー群がテスト環境にどのようにアクセスするかを指定できる。つまり、アクセスユーザー数を増やしていく、一定に保つ、または定期的にアクセス数を増減させたりする。ユーザーからの負荷を段階的に増やす手法はRAMPと呼ばれ、仮想ユーザーを0から数百に増やしていく。ユーザー負荷を一定数に保つ場合は、指定されたユーザー負荷を常に維持する。定期的なユーザー負荷では、ユーザー負荷を時々増減させる。

## セキュリティテスト
ウェブセキュリティテストは、悪意のある入力データにさらされたときに、ウェブベースのアプリケーション要件が満たされているかどうかを調べる。  FireFox用のウェブアプリケーション向けに、セキュリティテストのためのプラグインコレクションが利用できる。